# Huggy Bear
Huggy Bear war eine britische Riot-Grrrl-Band der 1990er Jahre.

## Geschichte
Inspiriert durch die US-amerikanische Riot-Grrrl-Bewegung von Bands wie Bikini Kill fanden Huggy Bear 1991 in Brighton zusammen. Im Jahr darauf veröffentlichten sie ihre Debüt-EP Rubbing the Impossible to Burst beim Londoner Plattenlabel Wiiija.
Es folgte 1993 eine Split-EP mit Bikini Kill, die den Titel Our Troubled Youth/Yeah Yeah Yeah Yeah trug und auch in den USA erschien. Bei einem Auftritt der Gruppe in der TV-Sendung The Word von Channel 4 kam es im selben Jahr zu Handgemenge im Publikum. Der Melody Maker veröffentlichte daraufhin eine Titelstory zur Band.
Nach der Veröffentlichungen weiterer EPs und Kompilationen wandten sich die Bandmitglieder vermehrt Soloprojekten zu. So veröffentlichten Keyboarder Chris Rawley und Gitarristin Jo Johnson 1994 mit anderen Musikern unter dem Titel The Element of Crime eine EP. Nach dem Weggang von Leadgitarrist Jon Slade folgte im November 1994 mit Weaponry Listens to Love das erste und gleichzeitig letzte komplette Album der Band.

## Diskografie

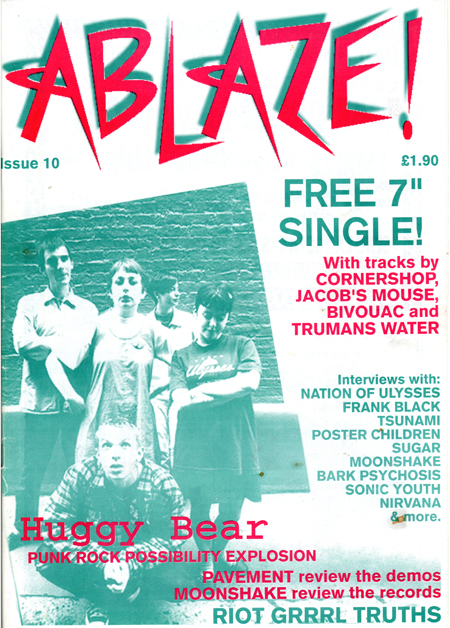
Huggy Bear auf dem Cover von ABLAZE

### Alben
- Our Troubled Youth/Yeah Yeah Yeah Yeah (1993, CATCALL; Split-LP mit Bikini Kill)
- Weaponry Listens to Love (1994, Wiiija)

### Singles
- 14 February/Into the Mission (1993, 7")
- Her Jazz/Prayer/Pro No from Now (1993, 7")

### EPs
- Rubbing the Impossible to Burst (1992, Wiiija)
- Kiss Curl for the Kid’s Lib Guerrillas (1992, Wiiija)
- Shimmies in the Super 8 (1993, DUOPHONIC; Split-EP mit Stereolab, Darlin’ und COLM)
- Don’t Die (1993, Wiiija)
- Long Distance Lovers (1994, Gravity)
- Main Squeeze (1994, Fellaheen Records)

### Sampler
- We Bitched (1992, Wiiija; Sammlung von Demos)
- Huggy Nation / Kisser Boy Kisser Girl (1992, Soul Static Sound)
- Taking the Rough with the Smooch (1993, Wiiija)
- For Every Wolf That Roams (1994, Famous Monsters of Filmland; Livemitschnitt)